# Andreas Löw
Andreas Löw (* 19. Januar 1982 in Neuendettelsau) ist ein deutscher Sportschütze.

## Karriere
Andreas Löw begann 1994 mit dem Schießsport und nahm im Folgejahr bereits bei den Deutschen Meisterschaften teil. 1997 folge die Berufung in den Junioren-Kader und sein erster internationaler Einsatz bei den Europameisterschaften in Sipoo, wo er in der Disziplin Doppeltrap Platz 9 und im Trap Platz 16 belegte. Hier stellte sich schnell heraus das seine Hauptdisziplin Doppeltrap war. Ein Jahr später folgte seine erste Weltmeisterschaft in Barcelona. Bei den folgenden Welt- und Europameisterschaften als Junior konnte sich Löw immer bis ins Finale der besten Sechs kämpfen, aber verfehlte die Medaillenränge meist knapp.
2003 der nahtlose Wechsel von den Junioren zu den Männern, wo er 2005 bei der Europameisterschaft (EM) in Belgrad die Silbermedaille zusammen mit Waldemar Schanz und Stefan Ommert erhielt und Vize-Europameister wurde. Sein zweites Edelmetall (Bronze) erhielt er ebenfalls mit der Mannschaft (Schanz & Michael Goldbrunner) bei der EM 2009 in Osijek. 2011 folgt der Vize-Weltmeister-Titel bei der Weltmeisterschaft in Belgrad, wo Löw seine erste Einzelmedaille (Silber) im Doppeltrap holte. In den Folgejahren bis 2014 nahm Löw an knapp einem dutzend Finalwettkämpfen teil, wo er noch zwei weitere Bronzemedaillen erhielt.
Bei den ersten Europaspielen 2015 in Baku verpasste Löw als Vierter im Doppeltrap nur knapp eine Medaille. Besser lief es bei der EM in Lonato, wo er sich Bronze in der gleichen Disziplin sicherte.
Bei den Olympischen Sommerspielen 2016 in Rio de Janeiro schloss Löw im Doppeltrap-Wettkampf die Qualifikation mit 140 getroffenen Scheiben als Erster mit einem neuen olympischen Rekord ab. Im Finale schied er allerdings aus und wurde am Ende Sechster.
Nach den Olympischen Spielen wurde die Disziplin Doppeltrap aus dem olympischen Programm gestrichen und Löw gelang schnell der Umstieg zur Disziplin Trap. 2019 nahm er erneut an den Europaspielen in Minsk teil und konnte im Folgejahr beim Weltcup in Nikosia mit Silber seine erste Trap-Medaille gewinnen.
2021 dann seine zweiten Olympischen Sommerspiele in Tokio, die aufgrund der COVID-19-Pandemie um ein Jahr verschoben wurden, startete Löw in der Disziplin Trap, wo er Platz 15 belegte.
Im letzten Jahr gewann er die Bronzemedaille beim Weltcup in Changwon zusammen mit Kathrin Murche im Trap-Mixed-Wettkampf.
Auf nationaler Ebene erhielt Andreas Löw bei Deutschen Meisterschaften seit 1995 insgesamt 33 Medaillen (21× Deutscher Meister (Gold), 10× Vize-Meister (Silber) und 2× Bronze).